# Xã Parke, Quận Clay, Minnesota
Xã Parke (tiếng Anh: Parke Township) là một xã thuộc quận Clay, tiểu bang Minnesota, Hoa Kỳ. Năm 2010, dân số của xã này là 485 người.